# Goszczanowiec
Goszczanowiec – wieś w Polsce położona w województwie lubuskim, w powiecie strzelecko-drezdeneckim, w gminie Drezdenko.
W latach 1975–1998 miejscowość administracyjnie należała do województwa gorzowskiego.
W miejscowości był przystanek kolejowy Goszczanowiec.
Do wojewódzkiego rejestru zabytków wpisany jest młyn, dawny wiatrak, z końca XVIII wieku.